# Franz Zodl
Franz Zodl (* 14. August 1944 in Gumpoldskirchen; † 18. September 2010 in Wien) war ein österreichischer Koch, Gastronomielehrer, Direktor der Gastgewerblichen Fachschule und Botschafter des Verbandes der Köche Österreichs. Zodl war bei seinem Ableben Lehrer aller damaligen Spitzenköche in Österreich.

## Leben
Franz Zodl war das einzige Kind von Franz (1915–1947) und Anni Zodl (1912–1996). 1958 schickte ihn seine Mutter zur Zuckerbäckerlehre in der Konditorei Rötzer ins benachbarte Mödling. Danach begann er 1961 eine Lehre als Koch im Hotel Sacher und wurde nach zwei Jahren Jungkoch. Mit 25 Jahren war er im Sacher der jüngste Chef-Saucier, danach jüngster stellvertretender Küchenchef und beendete in dieser Position 1975 seine Laufbahn im Sacher. Ab 1967 war er auch für elf Jahre Kursleiter des Gastronomischen Instituts. Schon in jungen Jahren machte man ihm internationale Angebote, er fühlte sich jedoch nicht reif dazu und wollte seine Mutter nicht alleine lassen. Als man ihm dann im Hotel Sacher den Posten des Chefkochs anbot, raffte er sich auf und wurde Chefkoch im Club Hotel Baden bei Wien, wo er allerdings nur genau ein Jahr blieb. Ihm fehlte das Flair der Stadt Wien. 

### Lehrtätigkeiten
Er nahm daraufhin das Angebot an, mit einer halben Lehrverpflichtung (etwa zehn Unterrichtsstunden) an der Hotelfachschule Modul als Vertragslehrer zu unterrichten. Daneben absolvierte er die Lehramtsprüfung zum Fachlehrer an berufsbildenden mittleren und höheren Schulen und 1978 die Konzessionsprüfung für das Gastgewerbe. Im Jahre 1980 wurde er als Fachlehrer angestellt. Um finanziell über die Runden zu kommen, begann er neben seiner Lehrtätigkeit als Abendküchenchef im Restaurant Leupolds Kupferdachl zu arbeiten, wo er 16 Jahre lang (bis etwa 1993) blieb.
Als in der Gastgewerbefachschule (GaFa) der Wiener Gastwirte am Judenplatz der Posten des Direktors vakant wurde, bewarb er sich darum. 1984 wurde er zuerst provisorischer Leiter und im Jahr darauf Direktor der Schule, was er bis zu seiner Pensionierung im Jahre 2009 blieb. Dort hat er die Spezialrichtung Service, den Aufbaulehrgang für Tourismus sowie den Privatlehrgang Patisserie geschaffen. Seit 1983 war er Vortragender im Vorbereitungskurs zur Konzessionsprüfung für das Gastgewerbe im WIFI Wien, seit 1991 Mitglied der Prüfungskommission und Vorsitzender bei Lehrabschlussprüfungen für Köche, seit 1992 Vorsitzender der Prüfungskommission für die Abschlussprüfung der Hotelfachschüler und ebenso lange Lektor am Institut für Haushalts- und Ernährungswissenschaften. 1993 wurde Zodl Lehrbeauftragter und Leiter von Veranstaltungen zur Lehrerfortbildung des Pädagogischen Institut des Bundes in Wien und ab 1995 auch der Leiter und Organisator der Küchenmeisterkurse des WIFI Wien, Niederösterreich und Burgenland. Mit Jürgen Frank war er an der Etablierung des seit 1988 stattfindenden Profi-Rezeptwettbewerbs Goldenes Reindl maßgeblich beteiligt.

### Kulinarischer Botschafter
Über die Grenzen Österreichs war er als Botschafter der Wiener Küche und österreichischen Küche bekannt. Dies begann, als die Wirtschaftskammer Mitte der 1980er Jahre im japanischen Kaufhaus Mitsukoshi eine Österreich-Woche veranstaltete. Nachdem sein erster Auftritt durch die Kulturdifferenzen fast ein Fehlschlag geworden wäre, ließ er sich über die dortigen Gepflogenheiten unterrichten. Insgesamt fuhr er 23 Mal nach Japan und auch der Präsident des Tōkai University Members Clubs, einer der ersten Adressen in Tokio, sicherte ihm einmal volle Unterstützung zu. Bei Österreich- und Wienwochen war er in Zusammenarbeit mit WIFI, Wirtschaftskammer, Bundeskammer und Verband der Köche Österreichs auch in Kopenhagen, Hongkong, Shanghai, Johannesburg, Moskau, Köln, Frankfurt und Washington zu Gast. Bei den österreichischen Millenniumsfeiern „1000 Jahre Österreich“ 1995 war er Hauptverantwortlicher für den kulinarischen Bereich. Im Johann-Strauss-Jahr 1999 war Zodl für ein Jahr „Koch-Model“ und hat unter anderem für 85 Wiener Restaurants die Menüs geschrieben.

### Fernsehkoch und Bühne
Von 1977 bis 1985 wirkte er im ORF bei der Sendung Häferlgucker mit und ist damit neben Helmuth Karl Misak und Josef Zauner einer der Pioniere der österreichischen Fernsehköche. Ab 1986 war er noch 12 Jahre lang humorvoller Koch in der Sendung Seniorenclub. Nachdem er schon mit den Gumpoldskirchner Spatzen als Sopransolist auf einer Amerika-Tournee war und auch einmal Schauspieler werden wollte, wurde diese Ader mit dem Fernsehen wieder wachgeküsst. Zuerst sang er einmal das traditionelle Schlusslied des Seniorenclubs, dann bei Faschings- und Muttertagssendungen und durch Zufall ergaben sich Auftritte auf Matineen, die erste mit Elfriede Ott. Von Freunden ermutigt erhielt er auch von einem Mentor Schauspielunterricht. Daraufhin folgten eigene Matineen, wo er je nach Veranstaltung las, moderierte und dazu sang, gerne auch Wienerlieder. Einen Auftritt hatte er auch beispielsweise 2007 beim 45. Kleinen Neubauer Opernball.
Privat lebte er mit zwei Katern in Wieden beim Belvedere.

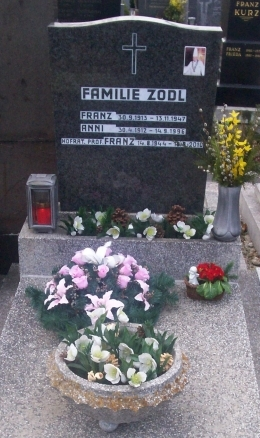
Familiengrab Zodl

### Tod
Nach seiner Pensionierung widmete er sich seinem Hobby, dem Theater, und hatte zuletzt am 10. September 2010 im Stück Die Gigerln von Wien im Gloria-Theater in Wien-Floridsdorf Premiere. Bei seinem Gesangsauftritt am 18. September 2010 verlor er das Bewusstsein und verstarb auf der Bühne.
Franz Zodl wurde am 9. Oktober 2010 auf dem Friedhof von Gumpoldskirchen unter großer Anteilnahme beigesetzt.

## Auszeichnungen
Im Juni 1991 wurde ihm das Goldene Ehrenzeichen der Republik Österreich verliehen und 1996 der Berufstitel Professor durch das Bundesministerium für Unterricht und Kunst als erstem Koch seiner Zunft. 2002 wurde er zum Hofrat (Berufstitel) ernannt und 2007 erhielt er das Goldene Ehrenzeichen für Verdienste um das Land Wien. 

## Mitgliedschaften
Der Verband der Köche Österreichs (VKÖ) wählte Franz Zodl im April 1998 zu seinem Präsidenten, was er zwei Amtsperioden lang bis 2006 blieb. In seine Amtszeit fiel 2002 die 100-Jahr-Feier des Verbandes unter dem Motto „Die Welt kocht in Wien“. Seit 2006 war er Ambassadeur des Verbandes der Köche Österreichs. Er war außerdem Vorstandsmitglied der Confrérie de la Chaîne des Rôtisseurs Österreich (Conseiller Culinaire de Bailliage National d'Autriche, Vice Chargé de Mission du Billiage de Vienne).

## Werke
- Berufsethik und Hygiene. Fremdenverkehrsschulen der Wiener Handelskammer, Wien 197?.
- mit Karl Gartner: Dr. Gartners neue Trennkost. Hausmannskost als Heilnahrung. Mit Menüvorschlägen von Chefkoch Franz Zodl. Ueberreuter, Wien 1995, ISBN 3-8000-3588-X.
- Alles Topf'n und Kas. Die köstlichsten Rezepte von Meisterkoch Franz Zodl. Pichler, Wien 1997, ISBN 3-85431-144-3.
- Saftiges Fleisch – knackige Schoten. Von Tournedos und Paprikas. Über 100 köstliche Rezepte. Pichler, Wien 1998, ISBN 3-85431-163-X.
- Das Seniorenclub-Kochbuch. Die besten Rezepte aus 10 Jahren. Pichler, Wien 2000, ISBN 978-3-85431-200-0.
- mit Peter Pantzer, Andreas Strohhammer: Artificial food = japanisches Essen – der ästhetische Genuß. [Ausstellung 18. Februar – 2. April 2000, Nordico – Museum der Stadt Linz.] Linz 2000, ISBN 3-85484-075-6.
- Außerdem Mitarbeit an verschiedenen Kochbüchern, darunter dem Sacher Kochbuch.[1]